# Großer Preis von Kanada 2012
Der Große Preis von Kanada 2012 (offiziell Formula 1 Grand Prix du Canada 2012) fand am 10. Juni auf dem Circuit Gilles-Villeneuve in Montreal statt und war das siebte Rennen der Formel-1-Weltmeisterschaft 2012.

## Berichte

### Hintergrund
Nach dem Großen Preis von Monaco führte Fernando Alonso in der Fahrerwertung mit drei Punkten vor Sebastian Vettel und Mark Webber. In der Konstruktionswertung führte Red Bull-Renault mit 38 Punkten vor McLaren-Mercedes und mit 60 Punkten vor Ferrari.
Die FIA stellte vor dem Grand Prix das technische Reglement klar. Auslöser war ein Loch im Unterboden des Red Bull RB8, dessen Regelkonformität von mehreren Teams angezweifelt worden war. In der Stellungnahme der FIA hieß es: „Nach ein paar Diskussionen in Monaco, in denen klar wurde, dass einige Missverständnisse bestanden, denken wir, dass es wichtig ist, mitzuteilen, dass wir die klare Ansicht vertreten, dass keine Löcher in der Unterbodenplatte sein dürfen. Es wurde argumentiert, dass nicht explizit beschrieben sei, dass sich ein Loch nicht in der Fläche 450 mm hinter dem Cockpit in der Unterbodenplatte befinden dürfe und es daher legal sei. Wir teilen diese Ansicht jedoch nicht und finden, dass Löcher in diesem Bereich nicht zulässig sind. Wäre dies legal, wäre der Artikel 3.12.5 überflüssig.“
Beim Großen Preis von Kanada stellte Pirelli den Fahrern die Reifenmischungen P Zero Soft (gelb) und P Zero Supersoft (rot), sowie für nasse Bedingungen Cinturato Intermediates (grün) und Cinturato Full-Wets (blau) zur Verfügung.
Mit Michael Schumacher (siebenmal), Lewis Hamilton (zweimal), Kimi Räikkönen, Alonso und Jenson Button (jeweils einmal) traten fünf ehemalige Sieger zu diesem Grand Prix an.
Als Rennkommissare fungierten José Abed (MEX), Martin Donnelly (GBR) und Gerd Ennser (DEU).
Die Veranstaltung war erstmals seit Jahren nicht mehr ausverkauft. Ein Grund hierfür waren Studentenproteste in Montreal. Aus Sicherheitsgründen wurde daher auch der traditionelle „Open-House“-Tag am Donnerstag vor dem Rennen, wo die Fans üblicherweise freien Zugang zu Fahrerlager und Boxengasse hatten, abgesagt.

### Training

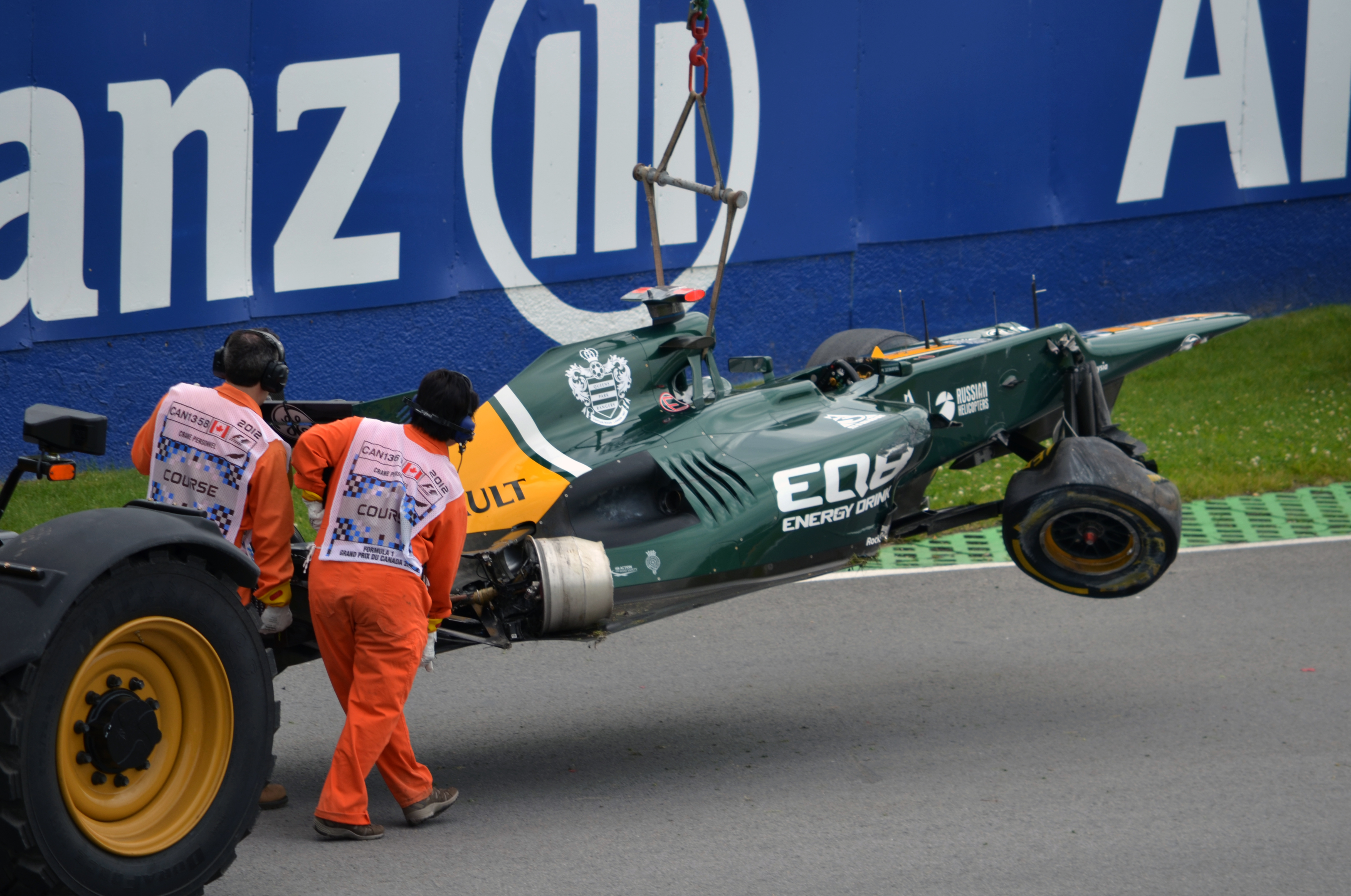
Kovalainens im ersten freien Training verunfallter Wagen

Das erste freie Training wurde kurz nach Halbzeit unterbrochen, da Heikki Kovalainen einen Unfall ausgangs Kurve 10 hatte. Hamilton war der schnellste Pilot vor Vettel und Nico Rosberg. Nach dem Training wurde ein Überholmanöver von Vettel gegen Bruno Senna untersucht. Vettel überholte Senna vor Kurve 14 und ließ ihm dabei wenig Platz, weshalb Senna nach links ausweichen musste und die Strecke etwas verließ. Bei diesem Manöver wurde Sennas Frontflügel beschädigt. Die Rennkommissare verwarnten Vettel für diese Aktion, die nach ihrer Meinung zu aggressiv war. Darüber hinaus gab es einen Zwischenfall an der HRT-Box. Pedro de la Rosa erwischte seinen Chefmechaniker Craig Stubley mit dem Frontflügel und stieß diesen zu Boden. Stubley wurde in ein Krankenhaus eingeliefert, zog sich jedoch keine ernsthaften Verletzungen zu.
Im zweiten freien Training war Hamilton erneut Schnellster vor den Ferrari-Piloten Alonso und Felipe Massa. Ferrari nutzte das Training für einige neue Teile. Unter anderem testete man einen Auspuff, der dem von McLaren ähnelte. Williams hatte zu diesem Trainingstag einen neuen Heckflügel eingeführt. Das Wetter blieb während des gesamten Trainings trocken. Es wurde nach einem Unfall von Senna unterbrochen. Er hatte ausgangs der Kurve 15 die Kontrolle über sein Fahrzeug verloren und schlug in die sogenannte „Wall of Champions“ ein. Er blieb unverletzt, das Auto wurde aber stark beschädigt.
Im dritten freien Training fuhr Vettel die schnellste Runde vor Alonso und Hamilton. Rosberg und Jean-Éric Vergne schieden zu Beginn des Trainings aus, Rosberg mit technischen Problemen, Vergne nach einem Fahrfehler. Beide setzten keine Zeit.

### Qualifying
Im ersten Abschnitt des Qualifyings erzielte Vettel die schnellste Runde. Die HRT-, Marussia- und Caterham-Piloten sowie Vergne schieden aus.
Im zweiten Abschnitt schlug Pastor Maldonado, der als letzter Pilot eine Zeit zu setzen versuchte, mit dem Heck in der „Wall of Champions“ ein. Er hatte zuvor eine Bestzeit im ersten Sektor erzielt. Vettel war erneut der schnellste Pilot. Neben Maldonado schieden die Sauber-Piloten sowie Senna, Daniel Ricciardo, Nico Hülkenberg und Räikkönen aus.
Im finalen Segment fuhr Vettel eine weitere Bestzeit und sicherte sich die Pole-Position vor Hamilton und Alonso.
Nach dem Qualifying ließ Maldonado sein Getriebe wechseln, was ihn eine Strafversetzung um fünf Positionen einbrachte.

### Rennen

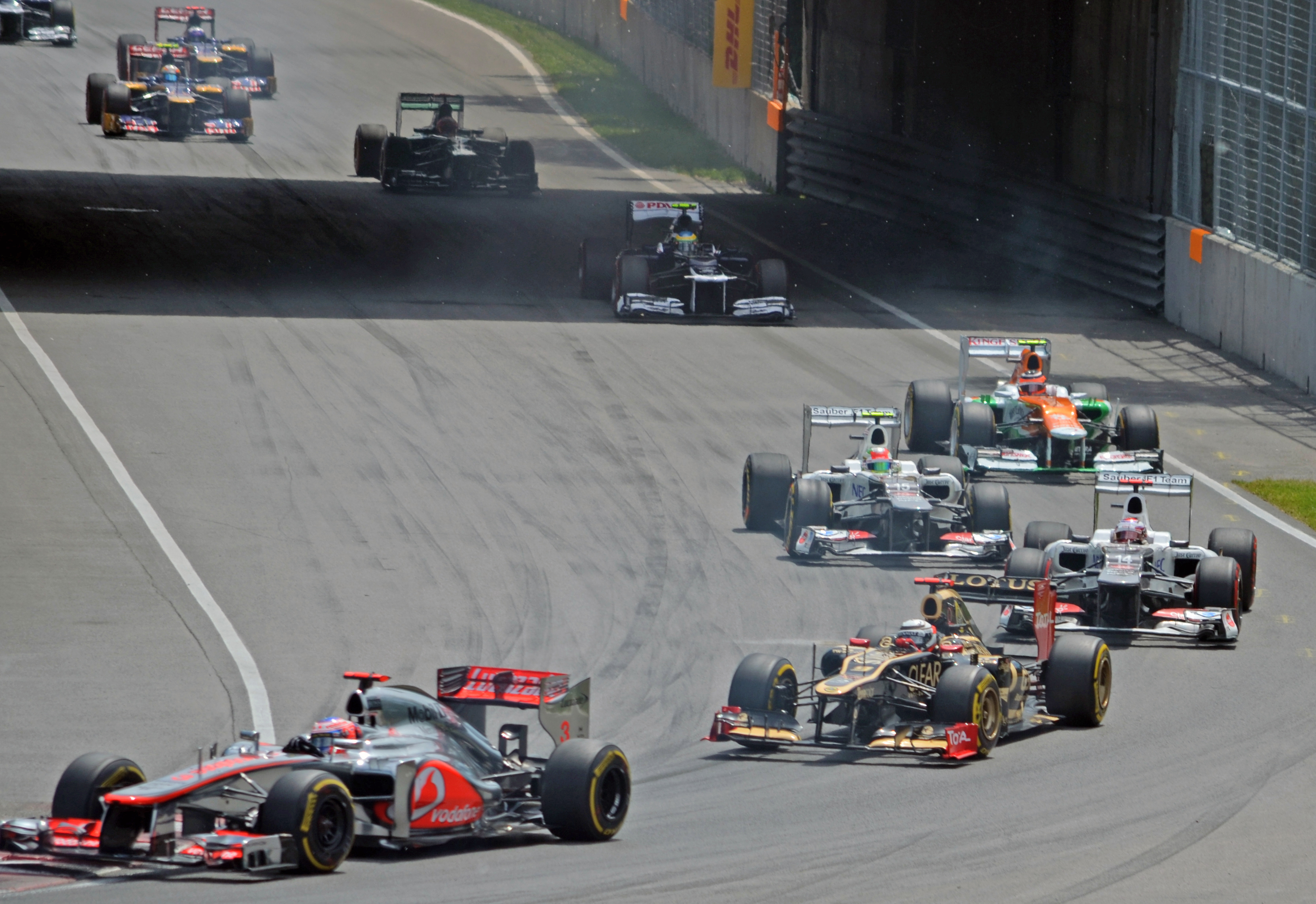
Szene aus der ersten Rennrunde

Beim Start zum Großen Preis von Kanada behielt Vettel die Führung vor Hamilton, Alonso und Webber. Rosberg blieb zunächst Fünfter vor Massa, der Druck auf Rosberg ausübte. In der zweiten Runde gelang es Massa, in der Schikane vor Start und Ziel an Rosberg vorbeizufahren und er setzt sich in den nächsten Runden etwas ab. Eine Runde später überholte auch Paul di Resta Rosberg. Im Gegensatz zu Massa nutzte di Resta das Drag Reduction System (DRS).
Während sich Vettel an der Spitze etwas von Hamilton absetzte, drehte sich Massa in der siebten Runde und fiel auf den zwölften Platz zurück. In der 13. Runde war Massa schließlich der erste Pilot, der zum Reifenwechsel an die Box kam. Er wechselte von der superweichen auf die weiche Reifenmischung. Eine Runde später folgten di Resta und Schumacher mit demselben Reifenwechsel. Button, der auf den weichen Reifen gestartet war, kam noch vor der Spitzengruppe auf superweichen Reifen an die Box und wechselte auf superweiche Reifen.
Vettel war schließlich nach 15 Runden der erste Pilot aus der Top 4, der an die Box fuhr. Eine Runde später folgten Hamilton und Webber. Hamiltons Stopp verlief nicht optimal, aber er blieb vor Vettel. Drei Runden nach Hamilton ging Alonso zum Reifenwechsel an die Box. Wie die anderen Fahrer aus der Spitzengruppe wechselte er von superweichen auf weiche Reifen. Alonso kam zunächst vor Hamilton auf die Strecke zurück, allerdings überholte dieser ihn in der DRS-Zone. Zwischenzeitlich in Führung lag Romain Grosjean, der eine Runde nach Alonso zum Stopp kam.
Hamilton führte das Rennen nun vor Alonso und Vettel an. Dahinter lagen mit Räikkönen, Kamui Kobayashi und Sergio Pérez drei Piloten, die noch nicht an der Box gewesen waren. Kobayashi, der im Gegensatz zu Räikkönen und Pérez auf der superweichen Mischung gestartet war, ging in der 24. Runde an die Box. Nach 22 bzw. 24 Runden war das Rennen für die HRT-Piloten Narain Karthikeyan und de la Rosa beendet. Beide schieden mit Bremsproblemen aus.
An der Spitze hatte sich Hamilton leicht von Alonso und Vettel abgesetzt. Zu Räikkönen, Pérez und Webber bildete sich dahinter eine Lücke. Webber verfügte zwar über frischere Reifen, kam aber nicht an seinen Kontrahenten vorbei. In der 40. Runde fuhr Räikkönen schließlich zu seinem einzigen Stopp an die Box und wechselte auf die superweichen Reifen. Eine Runde später folgte Pérez mit demselben Reifenwechsel. Rosberg, der kurz vor Räikkönen zu seinem zweiten Stopp an die Box gegangen war, überholte zunächst Räikkönen und ging dann auch an Pérez vorbei. Rosbergs Teamkollege Schumacher duellierte sich in dieser Phase des Rennens im Mittelfeld mit Kobayashi. Zunächst ging Schumacher in der Haarnadel an Kobayashi vorbei, doch dieser überholte sich schon auf der nächsten Geraden zurück. Für Schumacher war das Rennen jedoch bald darauf beendet, da seine Heckflügeklappe nicht mehr schloss. Es war sein fünfter Ausfall im siebten Rennen.
In der 50. Runde ging Hamilton zu seinem zweiten und letzten Stopp an die Box. Er blieb auf der weicheren Reifenmischung. Auch dieser Stopp verlief nicht optimal und verlor etwas Zeit. Alonso übernahm indes die Führung. Er und Vettel blieben auf der Strecke. Hamilton fiel auf den dritten Platz zurück und fuhr in den nächsten Runden stets schnellere Zeiten als das Führungsduo. Im Hintergrund kam es zu einem Dreier-Duell zwischen Massa, Pérez und Rosberg. Rosberg versuchte Massa auf der DRS-Geraden zu überholen, musste in der Schikane vor Start und Ziel dann aber abkürzen, wodurch er an Massa vorbeiging. Allerdings musste er Massa wieder vorbeilassen. Pérez nutzte die Situation und überholte dabei ebenfalls Rosberg. Kurz darauf überholte Pérez auch Massa und übernahm die fünfte Position. Nachdem Massa auch von Rosberg überholt worden war, ging er zum zweiten Mal an die Box und wechselte zurück auf die superweichen Reifen. Er fiel auf den zehnten Platz zurück. In der Zwischenzeit war mit Timo Glock ein weiterer Pilot mit Bremsproblemen ausgefallen.
An der Spitze brachen die Zeiten von Alonso und Vettel immer mehr ein, weshalb Hamilton relativ problemlos an beiden vorbeifuhr und die Führung übernahm. Vettel entschied sich schließlich zu einem weiteren Stopp, Alonso blieb auf der Strecke. Vettel fiel zunächst auf den fünften Platz zurück, war jedoch mit den frischen Reifen in der Lage, in der letzten Runde die schnellste Rennrunde zu fahren. Alonsos Zeiten wurden immer langsamer und er wurde in den folgenden Runden von Grosjean, Pérez und Vettel überholt.
Hamilton gewann das Rennen schließlich vor Grosjean, Pérez, Vettel und Alonso. Damit übernahm Hamilton die Weltmeisterschaftsführung von Alonso, der auf den zweiten Platz zurückfiel. Grosjean und Pérez standen zum zweiten Mal in dieser Saison auf dem Podest. Die weiteren Punkte gingen an Rosberg, Webber, Räikkönen, Kobayashi und Massa. Während Hamilton seinen ersten Saisonsieg einfuhr, kam sein Teamkollege Button nur auf dem 16. Platz ins Ziel. Button hatte nach technischen Problemen am Freitag einen Trainingsrückstand und war nicht in der Lage, die Reifen optimal zu nutzen.
Mit Hamilton gewann der siebte Fahrer im siebten Rennen der Saison. Dies geschah bisher noch in keiner Formel-1-Saison. Für Hamilton war es außerdem der 18. Sieg in der Formel-1-Weltmeisterschaft.
In der Konstrukteursweltmeisterschaft blieben die ersten zwei Positionen unverändert. Ferrari verlor den dritten Platz an Lotus.

## Meldeliste
| Team                          | Nr. | Fahrer             | Chassis           | Motor                | Reifen |
| ----------------------------- | --- | ------------------ | ----------------- | -------------------- | ------ |
| Red Bull Racing               | 01  | Sebastian Vettel   | Red Bull RB8      | Renault 2.4 V8       | P      |
| Red Bull Racing               | 02  | Mark Webber        | Red Bull RB8      | Renault 2.4 V8       | P      |
| Vodafone McLaren Mercedes     | 03  | Jenson Button      | McLaren MP4-27    | Mercedes-Benz 2.4 V8 | P      |
| Vodafone McLaren Mercedes     | 04  | Lewis Hamilton     | McLaren MP4-27    | Mercedes-Benz 2.4 V8 | P      |
| Scuderia Ferrari              | 05  | Fernando Alonso    | Ferrari F2012     | Ferrari 2.4 V8       | P      |
| Scuderia Ferrari              | 06  | Felipe Massa       | Ferrari F2012     | Ferrari 2.4 V8       | P      |
| Mercedes AMG Petronas F1 Team | 07  | Michael Schumacher | Mercedes F1 W03   | Mercedes-Benz 2.4 V8 | P      |
| Mercedes AMG Petronas F1 Team | 08  | Nico Rosberg       | Mercedes F1 W03   | Mercedes-Benz 2.4 V8 | P      |
| Lotus F1 Team                 | 09  | Kimi Räikkönen     | Lotus E20         | Renault 2.4 V8       | P      |
| Lotus F1 Team                 | 10  | Romain Grosjean    | Lotus E20         | Renault 2.4 V8       | P      |
| Sahara Force India F1 Team    | 11  | Paul di Resta      | Force India VJM05 | Mercedes-Benz 2.4 V8 | P      |
| Sahara Force India F1 Team    | 12  | Nico Hülkenberg    | Force India VJM05 | Mercedes-Benz 2.4 V8 | P      |
| Sauber F1 Team                | 14  | Kamui Kobayashi    | Sauber C31        | Ferrari 2.4 V8       | P      |
| Sauber F1 Team                | 15  | Sergio Pérez       | Sauber C31        | Ferrari 2.4 V8       | P      |
| Scuderia Toro Rosso           | 16  | Daniel Ricciardo   | Toro Rosso STR7   | Ferrari 2.4 V8       | P      |
| Scuderia Toro Rosso           | 17  | Jean-Éric Vergne   | Toro Rosso STR7   | Ferrari 2.4 V8       | P      |
| Williams F1 Team              | 18  | Pastor Maldonado   | Williams FW34     | Renault 2.4 V8       | P      |
| Williams F1 Team              | 19  | Bruno Senna        | Williams FW34     | Renault 2.4 V8       | P      |
| Caterham F1 Team              | 20  | Heikki Kovalainen  | Caterham CT01     | Renault 2.4 V8       | P      |
| Caterham F1 Team              | 21  | Witali Petrow      | Caterham CT01     | Renault 2.4 V8       | P      |
| HRT F1 Team                   | 22  | Pedro de la Rosa   | HRT F112          | Cosworth 2.4 V8      | P      |
| HRT F1 Team                   | 23  | Narain Karthikeyan | HRT F112          | Cosworth 2.4 V8      | P      |
| Marussia F1 Team              | 24  | Timo Glock         | Marussia MR01     | Cosworth 2.4 V8      | P      |
| Marussia F1 Team              | 25  | Charles Pic        | Marussia MR01     | Cosworth 2.4 V8      | P      |

## Klassifikationen

### Qualifying
| Pos.                                                                      | Fahrer             | Konstrukteur         | Q1       | Q2       | Q3       | Start |
| ------------------------------------------------------------------------- | ------------------ | -------------------- | -------- | -------- | -------- | ----- |
| 01                                                                        | Sebastian Vettel   | Red Bull-Renault     | 1:14,661 | 1:14,187 | 1:13,784 | 01    |
| 02                                                                        | Lewis Hamilton     | McLaren-Mercedes     | 1:14,891 | 1:14,371 | 1:14,087 | 02    |
| 03                                                                        | Fernando Alonso    | Ferrari              | 1:14,916 | 1:14,314 | 1:14,151 | 03    |
| 04                                                                        | Mark Webber        | Red Bull-Renault     | 1:14,956 | 1:14,479 | 1:14,346 | 04    |
| 05                                                                        | Nico Rosberg       | Mercedes             | 1:15,098 | 1:14,568 | 1:14,411 | 05    |
| 06                                                                        | Felipe Massa       | Ferrari              | 1:15,194 | 1:14,641 | 1:14,465 | 06    |
| 07                                                                        | Romain Grosjean    | Lotus-Renault        | 1:15,163 | 1:14,627 | 1:14,645 | 07    |
| 08                                                                        | Paul di Resta      | Force India-Mercedes | 1:15,019 | 1:14,639 | 1:14,705 | 08    |
| 09                                                                        | Michael Schumacher | Mercedes             | 1:14,892 | 1:14,480 | 1:14,812 | 09    |
| 10                                                                        | Jenson Button      | McLaren-Mercedes     | 1:14,799 | 1:14,680 | 1:15,182 | 10    |
| 11                                                                        | Kamui Kobayashi    | Sauber-Ferrari       | 1:15,101 | 1:14,688 | –        | 11    |
| 12                                                                        | Kimi Räikkönen     | Lotus-Renault        | 1:14,995 | 1:14,734 | –        | 12    |
| 13                                                                        | Nico Hülkenberg    | Force India-Mercedes | 1:15,106 | 1:14,748 | –        | 13    |
| 14                                                                        | Daniel Ricciardo   | Toro Rosso-Ferrari   | 1:15,552 | 1:15,078 | –        | 14    |
| 15                                                                        | Sergio Pérez       | Sauber-Ferrari       | 1:15,326 | 1:15,156 | –        | 15    |
| 16                                                                        | Bruno Senna        | Williams-Renault     | 1:14,995 | 1:15,170 | –        | 16    |
| 17                                                                        | Pastor Maldonado   | Williams-Renault     | 1:14,979 | 1:15,231 | –        | 22    |
| 18                                                                        | Heikki Kovalainen  | Caterham-Renault     | 1:16,263 | –        | –        | 17    |
| 19                                                                        | Witali Petrow      | Caterham-Renault     | 1:16,482 | –        | –        | 18    |
| 20                                                                        | Jean-Éric Vergne   | Toro Rosso-Ferrari   | 1:16,602 | –        | –        | 19    |
| 21                                                                        | Pedro de la Rosa   | HRT-Cosworth         | 1:17,492 | –        | –        | 20    |
| 22                                                                        | Timo Glock         | Marussia-Cosworth    | 1:17,901 | –        | –        | 21    |
| 23                                                                        | Charles Pic        | Marussia-Cosworth    | 1:18,255 | –        | –        | 23    |
| 24                                                                        | Narain Karthikeyan | HRT-Cosworth         | 1:18,330 | –        | –        | 24    |
| 107-Prozent-Zeit: 1:19,887 min (bezogen auf Q1-Bestzeit von 1:14,661 min) |                    |                      |          |          |          |       |

Anmerkungen
1. ↑  Maldonado wurde wegen eines Getriebewechsels um fünf Positionen nach hinten versetzt.

1. 1 2 3 4 5 6 7 8 9 10 11 12 13 14 15 16 17 18 19 20  Rennwagen mit KERS

### Rennen
| Pos. | Fahrer             | Konstrukteur         | Runden | Stopps | Zeit        | Start | Schnellste Runde |
| ---- | ------------------ | -------------------- | ------ | ------ | ----------- | ----- | ---------------- |
| 01   | Lewis Hamilton     | McLaren-Mercedes     | 70     | 2      | 1:32:29,586 | 02    | 1:17,020 (59.)   |
| 02   | Romain Grosjean    | Lotus-Renault        | 70     | 1      | + 2,513     | 07    | 1:17,264 (57.)   |
| 03   | Sergio Pérez       | Sauber-Ferrari       | 70     | 1      | + 5,260     | 15    | 1:16,414 (67.)   |
| 04   | Sebastian Vettel   | Red Bull-Renault     | 70     | 2      | + 7,295     | 01    | 1:15,752 (70.)   |
| 05   | Fernando Alonso    | Ferrari              | 70     | 1      | + 13,411    | 03    | 1:17,820 (42.)   |
| 06   | Nico Rosberg       | Mercedes             | 70     | 2      | + 13,842    | 05    | 1:17,060 (67.)   |
| 07   | Mark Webber        | Red Bull-Renault     | 70     | 2      | + 15,085    | 04    | 1:17,131 (62.)   |
| 08   | Kimi Räikkönen     | Lotus-Renault        | 70     | 1      | + 15,567    | 12    | 1:16,764 (70.)   |
| 09   | Kamui Kobayashi    | Sauber-Ferrari       | 70     | 1      | + 24,432    | 11    | 1:17,464 (61.)   |
| 10   | Felipe Massa       | Ferrari              | 70     | 2      | + 25,272    | 06    | 1:16,182 (69.)   |
| 11   | Paul di Resta      | Force India-Mercedes | 70     | 2      | + 37,693    | 08    | 1:17,219 (63.)   |
| 12   | Nico Hülkenberg    | Force India-Mercedes | 70     | 2      | + 46,236    | 13    | 1:17,202 (62.)   |
| 13   | Pastor Maldonado   | Williams-Renault     | 70     | 1      | + 47,052    | 22    | 1:17,489 (67.)   |
| 14   | Daniel Ricciardo   | Toro Rosso-Ferrari   | 70     | 2      | + 1:04,475  | 14    | 1:16,609 (70.)   |
| 15   | Jean-Éric Vergne   | Toro Rosso-Ferrari   | 69     | 3      | + 1 Runde   | 19    | 1:17,875 (55.)   |
| 16   | Jenson Button      | McLaren-Mercedes     | 69     | 3      | + 1 Runde   | 10    | 1:17,843 (63.)   |
| 17   | Bruno Senna        | Williams-Renault     | 69     | 1      | + 1 Runde   | 16    | 1:17,817 (67.)   |
| 18   | Heikki Kovalainen  | Caterham-Renault     | 69     | 2      | + 1 Runde   | 17    | 1:18,128 (62.)   |
| 19   | Witali Petrow      | Caterham-Renault     | 69     | 2      | + 1 Runde   | 18    | 1:18,093 (58.)   |
| 20   | Charles Pic        | Marussia-Cosworth    | 67     | 1      | + 3 Runden  | 23    | 1:20,632 (63.)   |
| –    | Timo Glock         | Marussia-Cosworth    | 56     | 1      | DNF         | 21    | 1:21,032 (47.)   |
| –    | Michael Schumacher | Mercedes             | 43     | 2      | DNF         | 09    | 1:18,433 (37.)   |
| –    | Pedro de la Rosa   | HRT-Cosworth         | 24     | 0      | DNF         | 20    | 1:21,535 (23.)   |
| –    | Narain Karthikeyan | HRT-Cosworth         | 22     | 0      | DNF         | 24    | 1:22,044 (12.)   |

Anmerkungen
1. 1 2 3 4 5 6 7 8 9 10 11 12 13 14 15 16 17 18 19 20  Rennwagen mit KERS

## WM-Stände nach dem Rennen
Die ersten zehn des Rennens bekamen 25, 18, 15, 12, 10, 8, 6, 4, 2 bzw. 1 Punkt(e).

### Fahrerwertung
| Pos. | Fahrer           | Konstrukteur         | Punkte |
| ---- | ---------------- | -------------------- | ------ |
| 01   | Lewis Hamilton   | McLaren-Mercedes     | 88     |
| 02   | Fernando Alonso  | Ferrari              | 86     |
| 03   | Sebastian Vettel | Red Bull-Renault     | 85     |
| 04   | Mark Webber      | Red Bull-Renault     | 79     |
| 05   | Nico Rosberg     | Mercedes             | 67     |
| 06   | Kimi Räikkönen   | Lotus-Renault        | 55     |
| 07   | Romain Grosjean  | Lotus-Renault        | 53     |
| 08   | Jenson Button    | McLaren-Mercedes     | 45     |
| 09   | Sergio Pérez     | Sauber-Ferrari       | 37     |
| 10   | Pastor Maldonado | Williams-Renault     | 29     |
| 11   | Kamui Kobayashi  | Sauber-Ferrari       | 21     |
| 12   | Paul di Resta    | Force India-Mercedes | 21     |

| Pos. | Fahrer             | Konstrukteur         | Punkte |
| ---- | ------------------ | -------------------- | ------ |
| 13   | Bruno Senna        | Williams-Renault     | 15     |
| 14   | Felipe Massa       | Ferrari              | 11     |
| 15   | Nico Hülkenberg    | Force India-Mercedes | 7      |
| 16   | Jean-Éric Vergne   | Toro Rosso-Ferrari   | 4      |
| 17   | Daniel Ricciardo   | Toro Rosso-Ferrari   | 2      |
| 18   | Michael Schumacher | Mercedes             | 2      |
| 19   | Heikki Kovalainen  | Caterham-Renault     | 0      |
| 20   | Timo Glock         | Marussia-Cosworth    | 0      |
| 21   | Charles Pic        | Marussia-Cosworth    | 0      |
| 22   | Narain Karthikeyan | HRT-Cosworth         | 0      |
| 23   | Witali Petrow      | Caterham-Renault     | 0      |
| 24   | Pedro de la Rosa   | HRT-Cosworth         | 0      |

### Konstrukteurswertung
| Pos. | Konstrukteur     | Punkte |
| ---- | ---------------- | ------ |
| 01   | Red Bull-Renault | 164    |
| 02   | McLaren-Mercedes | 133    |
| 03   | Lotus-Renault    | 108    |
| 04   | Ferrari          | 97     |
| 05   | Mercedes         | 69     |
| 06   | Sauber-Ferrari   | 58     |

| Pos. | Konstrukteur         | Punkte |
| ---- | -------------------- | ------ |
| 07   | Williams-Renault     | 44     |
| 08   | Force India-Mercedes | 28     |
| 09   | Toro Rosso-Ferrari   | 6      |
| 10   | Caterham-Renault     | 0      |
| 11   | Marussia-Cosworth    | 0      |
| 12   | HRT-Cosworth         | 0      |